# DongFeng Captain
DongFeng Captain або DongFeng C-серії — сімейство мало і середньотонажних вантажівок китайської компанії Dongfeng Motor. Автомобілі прийшли на заміну DongFeng Dolica, від якої відрізняються дещо зміненою кабіною

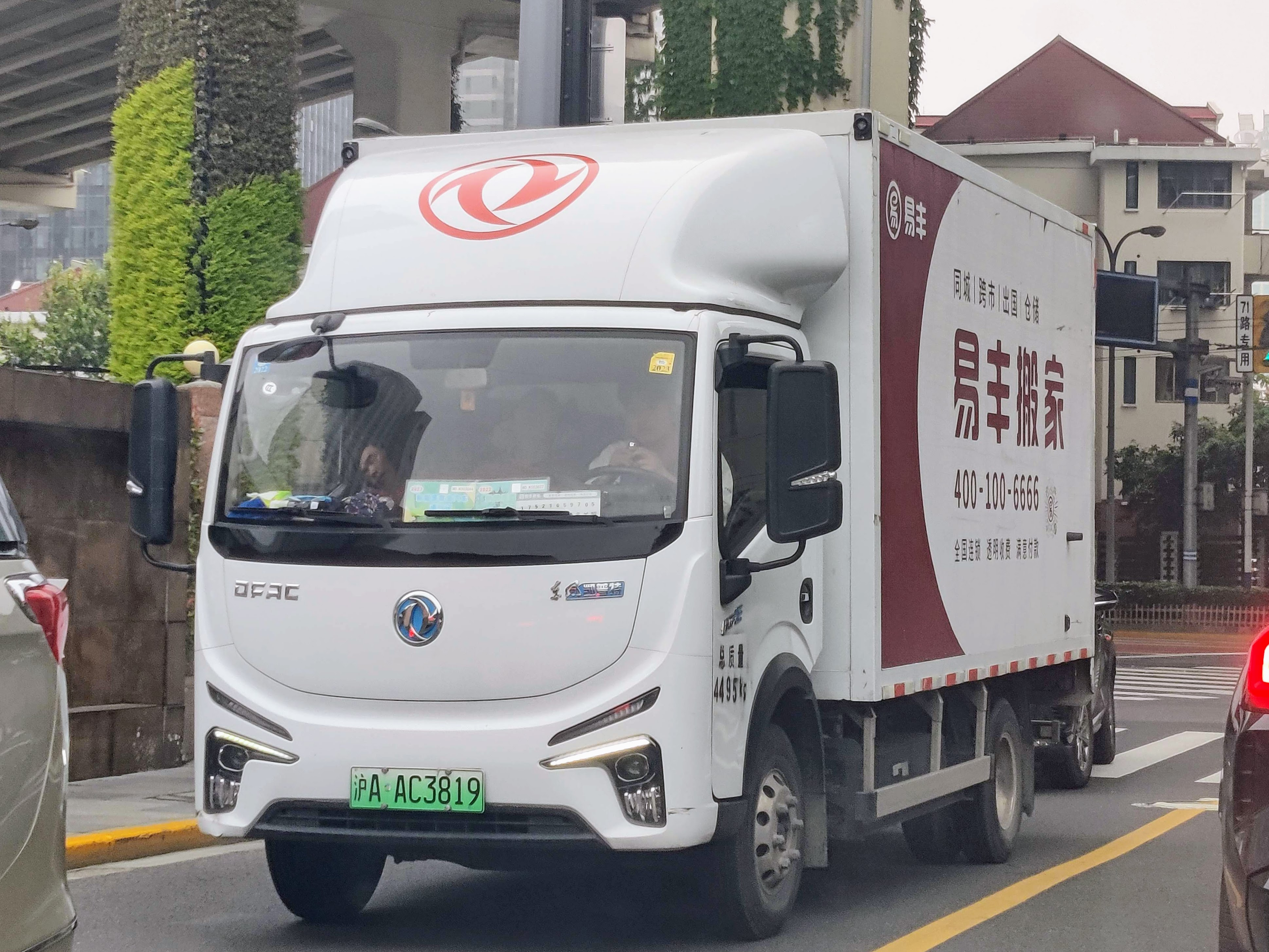
Dongfeng Captain E-Star

Автомобілі Dongfeng Captain комплектуються дизельними двигунами Dongfeng-Cummins потужністю 125-160 к.с. (Євро-2 - Євро-5).
Вантажівка зроблена з використанням технологій Nissan.